# Edwin Austin Abbey
Edwin Austin Abbey (Philadelphia, Pennsylvania, 1852. április 1. – London, 1911. augusztus 1.) amerikai származású festő, illusztrátor. Bár az Amerikai Egyesült Államokban született, 1878-ban Angliába költözött. 1898-ban a Királyi Művészeti Akadémia teljes jogú tagjává választották. A Viktória-korszak kedvelt festője volt. 1902-ben megbízást kapott VII. Eduárd brit király koronázásának megörökítésére. A neki felajánlott lovagi címet nem fogadta el, hogy megtarthassa amerikai állampolgárságát. Amerikában több híres falfestményt alkotott (Boston, Harrisburg).

## Abbey művei

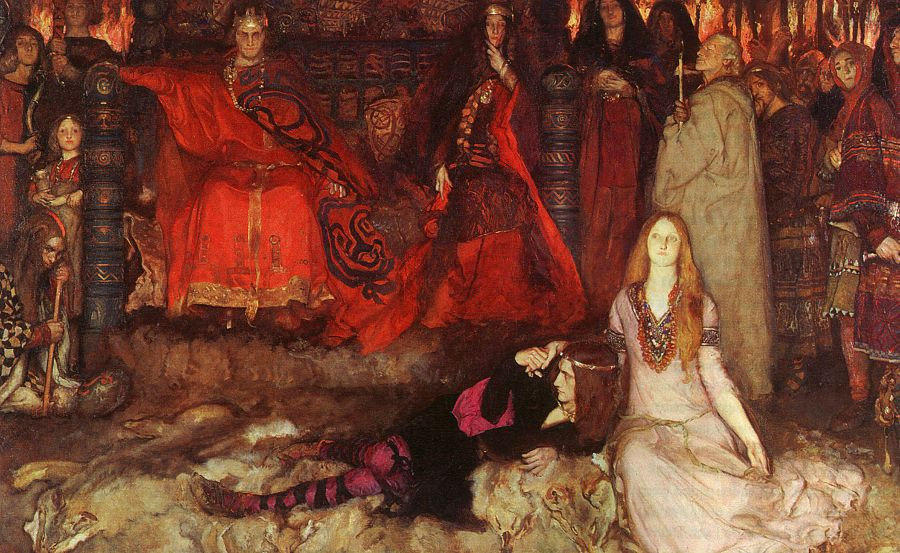
Játékszín a Hamletből, olaj vásznon, 1897
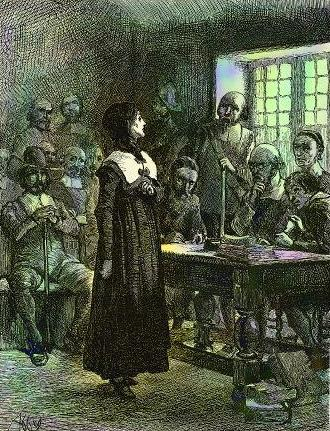
Anne Hutchinson a tárgyaláson, 1901
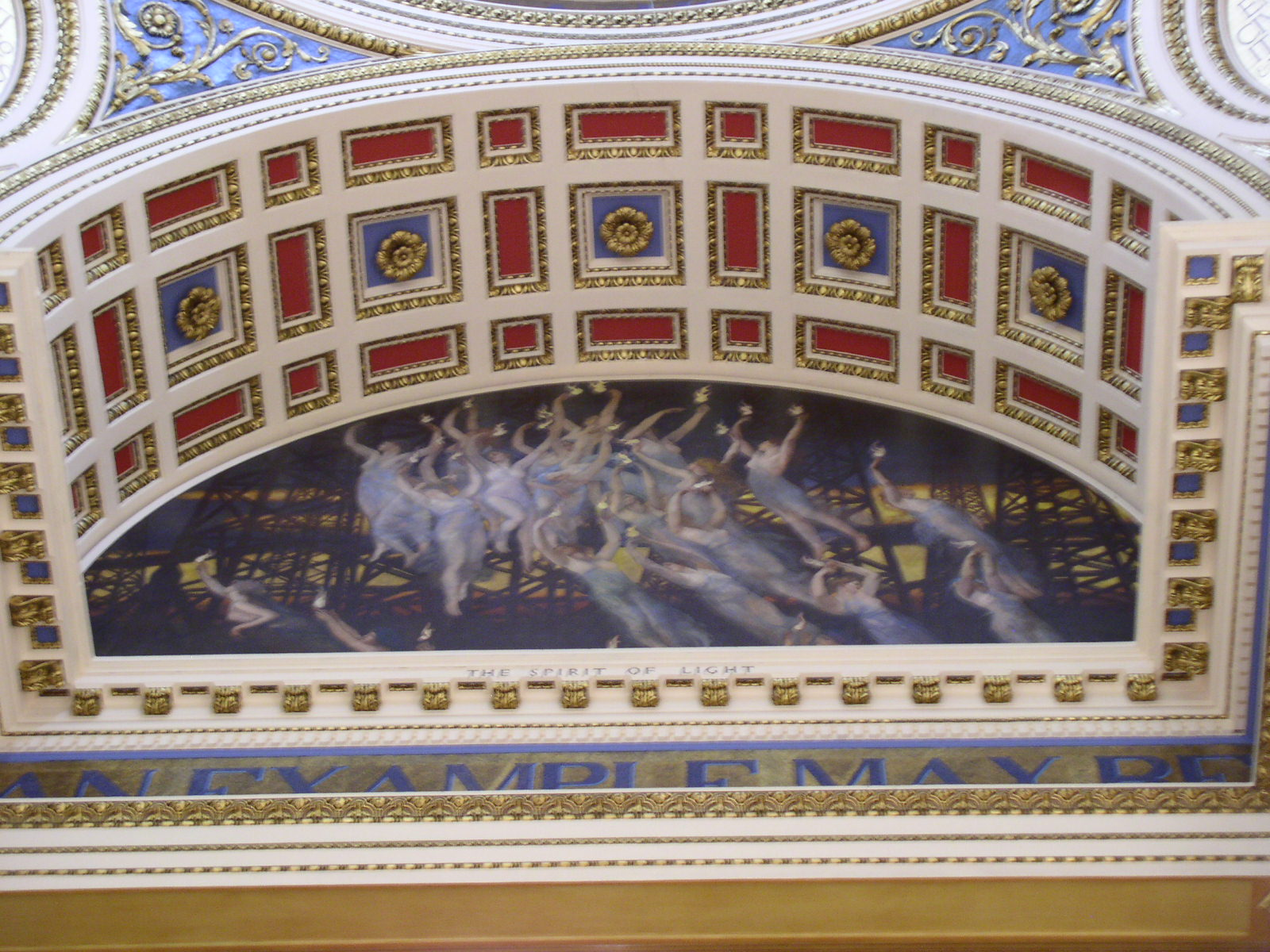
A fény szelleme, Pennsylvania State Capitol rotunda, Harrisburg
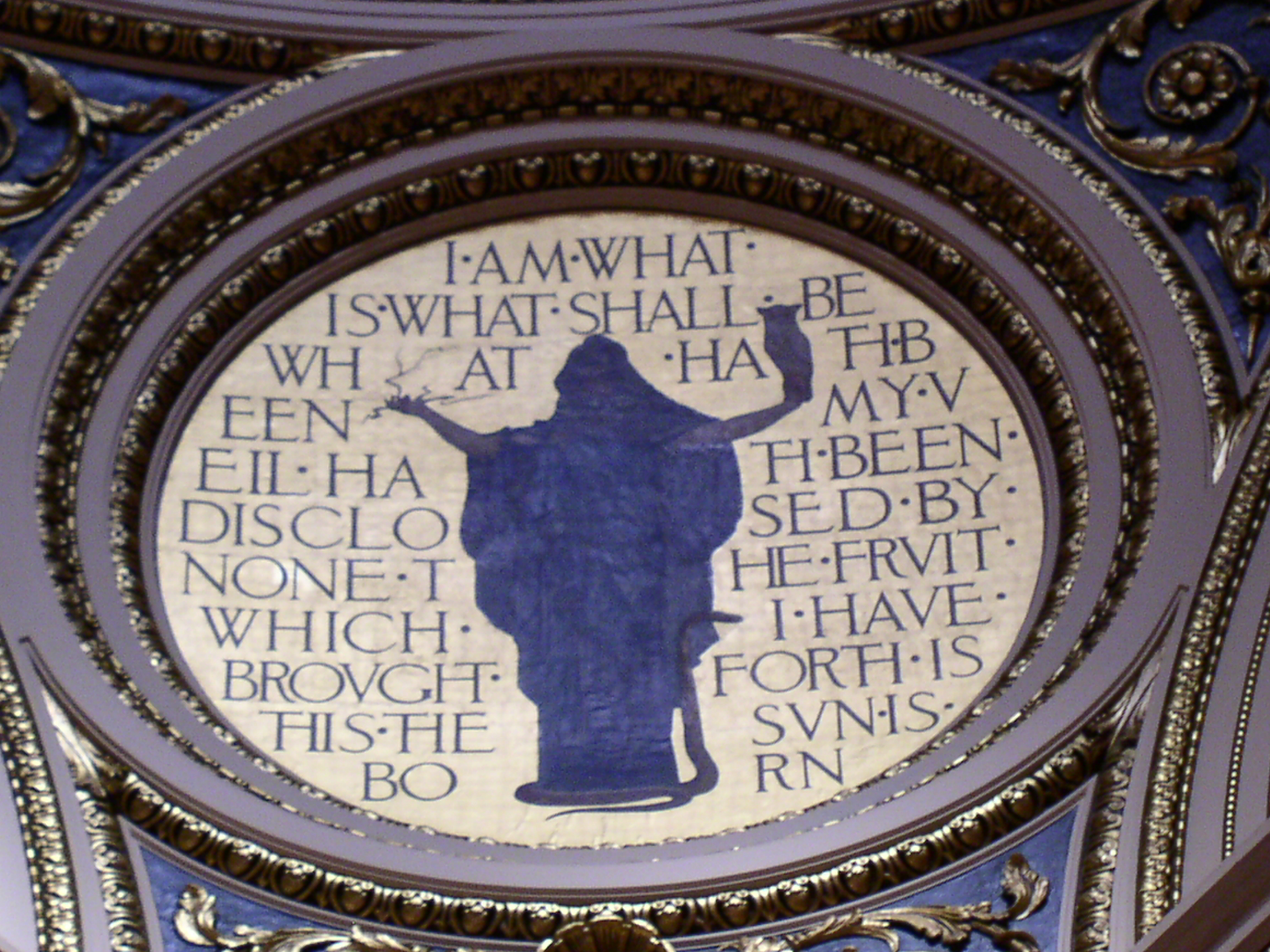
A tudomány allegóriája, Pennsylvania State Capitol, Harrisburg